# Bjarne Ørum
Bjarne Ørum (født 16. marts 1935 i Bandholm på Lolland, død 2009) var en dansk skolelærer og politiker. Han var mangeårigt radikalt medlem af byrådet i Aarhus Kommune fra 1978 til 1998 og rådmand i byen 1982-1990. Han var desuden midlertidigt medlem af Folketinget i tre kortere perioder 1989-1994 som suppleant for partifællen Elisabeth Arnold.

## Liv og karriere
Ørum blev født i 1935 i Bandholm på Lolland og blev nysproglig student fra Maribo Gymnasium i 1954. Han studerede derefter jura i København, men skiftede til statskundskab i Aarhus som en af de første fire studerende, da dette studium blev oprettet, og læste efterfølgende også idehistorie i et par år under professor Sløk. Han afsluttede en toårig militærtjeneste som premierløjtnant og ernærede sig efterfølgende som skolelærer i Aarhus. Ørum var en slags evighedsstudent, der selv som 70-årig inddelte sit liv i fire 20-års-perioder: De første 20 år boede han på Lolland, indtil han blev student, derefter studerede han på tre forskellige studier i en snes år, så fik han 20 meget travle år som lokalpolitiker i Aarhus, og endelig hans otium, hvor han især brugte tid på orkideer, aviser og litteratur.

### Politisk karriere
Ørum var opvokset i et meget politisk interesseret hjem og tilsluttede sig selv Det Radikale Venstre. Han engagerede sig i politik på græsrodsniveau fra 1966 og blev formand for partiet i Århus og også medlem af partiets hovedbestyrelse.

### Kommunalpolitiker i Århus
Ørum blev indvalgt i byrådet i Aarhus Kommune i 1978 og blev efterfølgende valgt ved de næste fire kommunalvalg, indtil han trak sig tilbage i 1998. Han var rådmand og dermed medlem af magistraten i Aarhus 1982-1990 og derefter formand for økonomiudvalget indtil 1998.

### Folketingskandidat
I 1974 blev Ørum opstillet som radikal folketingskandidat i Nykøbing Falster-kredsen i Storstrøms Amt og stillede op her ved folketingsvalgene i 1975, 1977 og 1979, men uden at blive valgt. Han blev senere folketingskandidat for Det Radikale Venstre i Århus Amtskreds, hvor han dog tabte knebent til Elisabeth Arnold i 1988 i et kampvalg om at overtage det hidtidige radikale folketingsmedlem Bernhard Baunsgaards attraktive opstillingskreds i Aarhus Vest, da Baunsgaard ikke ønskede at genopstille. Arnold blev efterfølgende valgt til Folketinget, men Ørum blev midlertidigt medlem af Folketinget i tre kortere perioder som suppleant for Arnold:
- 3. februar 1994 – 4. marts 1994
- 7. oktober 1993 – 24. oktober 1993
- 31. oktober 1989 – 2. december 1989.